# Pleigne
Pleigne é uma comuna da Suíça, situada no distrito de Delémont, no cantão de Jura. Tem 17,83 km² de área e sua população em 2018 foi estimada em 355 habitantes.